# Wolkenkratzer (1928)
Wolkenkratzer ist ein US-amerikanisches Filmdrama aus dem Jahr 1928.  Das Drehbuch des Stummfilms basiert auf einer Erzählung von Dudley Murphy.

## Handlung
Blondy und Slim sind Freunde. Die beiden Bauarbeiter arbeiten an Wolkenkratzer-Rohbauten in großer Höhe. Als Slim einen Unfall hat, versucht Blondy ihn zu retten, fällt dabei selber in die Tiefe und wird schwer verletzt. Durch die Verletzung kann er nicht mehr länger arbeiten und verfällt in tiefe Depressionen. Erst Slims Geständnis, an seiner Freundin Interesse zu haben, weckt Blondys Kampfgeist. Er wird wieder gesund.

## Kritik
Mordaunt Hall von der New York Times bezeichnete den Film als ziemlich derb und nicht sehr erbaulich.

## Auszeichnungen
1930 wurde der Film in der Kategorie Bestes Drehbuch für den Oscar nominiert.

## Hintergrund
Uraufgeführt wurde der Film am 8. April 1928.
Szenenbildner des Films war Stephen Goosson. Die Kostüme entwarf Gilbert Adrian.